# Miguel Velit Núñez
Jorge Miguel Velit Núñez (Huancayo, 8 de noviembre de 1945) es un ingeniero agrónomo y político peruano. Fue congresista de la república durante 2 periodos como miembro del fujimorismo y congresista constituyente en 1992.

## Biografía
Nació en la ciudad de Huancayo, ubicado en el departamento de Junín, el 8 de noviembre de 1945.
Realizó sus estudios primarios en el Colegio La Salle de Lima y los secundarios en el Colegio Salesiano Santa Rosa. Cursó sus estudios de Agronomía en la Universidad Nacional del Centro del Perú.
Desempeñó labores en el sector privado y participaciones en eventos Nacionales e Internacionales. Fue funcionario de la Municipalidad Provincial de Huancayo y presidente del Directorio de la Mutual – Junín  de 1979 a 1983. Fue también miembro de la Cámara de Comercio de Junín.

## Carrera política

### Congresista Constituyente
Miguel Velit se inició en la política cuando postuló al Congreso Constituyente Democrático por la lista de Cambio 90 - Nueva Mayoría liderado por Alberto Fujimori en 1992. Finalmente, Velit resultó elegido como congresista constituyente para el periodo 1992-1995.
Dentro de su gestión en el CCD, fue presidente de la Comisión de Descentralización y Gobiernos Locales.

### Congresista de la República
Al culminar su gestión, Velit postuló al Congreso de la República en las elecciones parlamentarias de 1995 y fue elegido con 41,467 votos para el periodo parlamentario 1995-2000.
Aquí ejerció como presidente de la Comisión de Salud y de la Comisión de Fiscalización.
Postuló a la reelección en las elecciones parlamentarias del año 2000 por la alianza Perú 2000 y fue reelegido para el periodo 2000-2005. Sin embargo, su cargo parlamentario fue reducido hasta julio del 2001 tras la renuncia de Alberto Fujimori a la presidencia de la república desde Japón ante la revelación de los Vladivideos y luego la presidencia interina de Valentín Paniagua, donde también se convocaron a nuevas elecciones generales.
Actualmente se encuentra afiliado al partido Avanza País desde el año 2020.

## Controversias
En el año 2008, su familia se vio envuelta en polémica tras los vínculos de su hermano Percy Velit Núñez y su hijo con una mafia proveniente de Chile.